# Transport zbiorowy w Głownie
Transport zbiorowy w Głownie funkcjonuje w postaci linii komunikacji miejskiej, obsługiwanej przez Miejski Zakład Komunalny oraz linii autobusowych i kolejowych, łączących miasto z okolicznymi miejscowościami i dużymi miastami, w szczególności z Łodzią i Łowiczem.

## Komunikacja miejska

### Historia
Komunikacja miejska w Głownie została uruchomiona 30 kwietnia 1977 roku. Do 22 lutego 1991 roku obsługiwana była przez MPK w Łodzi, po czym jej obsługa została przekazana gminie miasta Głowna. Miasto powierzyło jej obsługę Przedsiębiorstwu Gospodarki Komunalnej i Mieszkaniowej, później przekształconego w Miejski Zakład Gospodarki Komunalnej i Mieszkaniowej, a następnie (po wydzieleniu części odpowiedzialnej za wodociągi i kanalizację) w Miejski Zakład Komunalny.
Początkowo kursowały dwie linie. Linia 1 trasę zaczynała na krańcówce przy Domu Kultury, a kończyła przed dworcem PKP. Linia 2 zaczynała trasę na ul. Sikorskiego, podjeżdżała na dworzec PKP, gdzie autobus zawracał i jechał do placu Wolności (odcinek wspólny z linią 1). Przez lata trasa ulegała zmianom, aż nabrała obecny kształt.
Po przejęciu komunikacji miejskiej przez miasto, do 30 stycznia 2015, komunikacja miejska składała się z dwóch linii o charakterze okrężnym, w dwóch wariantach: krótkim (początkowo na tablicy kierunkowej oznaczanym literą K, potem zrezygnowano z oznaczania kursów tablicami) i długim (D – dodatkowo objeżdżała część miasta zwaną Zabrzeźnią, oddzieloną od centrum i pozostałych dzielnic linią kolejową), kursujących w dwóch kierunkach.
Od 10 grudnia 2012 zmieniono trasę wariantu długiego. Wydłużono ją od skrzyżowania Topolowa/Karasicka ulicami: Topolową, Główną, Zieloną, Zachodnią, Zakręt, Popiełuszki do ul. Karasickiej.
W ciągu dnia wykonywanych było 9 kursów (4 w kierunku zgodnym z ruchem wskazówek zegara, 5 w przeciwnym), tylko w dni robocze, w godzinach od 6:25 do około 16:00.
Ze względu na konieczność dostosowania rozkładów komunikacji miejskiej do pociągów uruchomionej w grudniu 2014 Łódzkiej Kolei Aglomeracyjnej na trasie Łowicz-Głowno-Zgierz-Łódź, a także na prośby mieszkańców, by przeprowadzić linię komunikacji miejskiej w sąsiedztwie miejskiego szpitala, od 2 lutego 2015 zmieniono trasę miejskiego autobusu. Zmieniono też rozkład jazdy.
Pod koniec 2015 roku wydłużono trasę komunikacji miejskiej tak, by obsługiwała targowisko miejskie.

#### Trasy do 7 grudnia 2012
| Wariant linii | Trasa |
| ------------- | --- |
| długa         | HUTA JÓZEFÓW – Kopernika – Słowackiego – Wojska Polskiego (w kierunku przeciwnym Kopernika) – Rynkowskiego – Łowicka – Zgierska – Piątkowska – Zakopiańska – Kolejowa – Dąbrowskiego – Zabrzeźniańska – Topolowa – Karasicka – Barlickiego – Zabrzeźniańska – Łódzka – Sikorskiego – Solskiego – HUTA JÓZEFÓW |
| krótka        | HUTA JÓZEFÓW – Kopernika – Słowackiego – Wojska Polskiego (w kierunku przeciwnym Kopernika) – Rynkowskiego – Łowicka – Zgierska – Piątkowska – Zakopiańska – Kolejowa – Dąbrowskiego – Zabrzeźniańska – Łódzka – Sikorskiego – Solskiego – HUTA JÓZEFÓW                                                       |

#### Trasy od 10 grudnia 2012 do 30 stycznia 2015
| Wariant linii | Trasa |
| ------------- | --- |
| długa         | HUTA JÓZEFÓW – Kopernika – Słowackiego – Wojska Polskiego (w kierunku przeciwnym Kopernika) – Rynkowskiego – Łowicka – Zgierska – Piątkowska – Zakopiańska – Kolejowa – Dąbrowskiego – Zabrzeźniańska – Topolowa – Główna – Zielona – Zachodnia – Zakręt – Popiełuszki – Karasicka – Barlickiego – Zabrzeźniańska – Łódzka – Sikorskiego – Solskiego – HUTA JÓZEFÓW |
| krótka        | HUTA JÓZEFÓW – Kopernika – Słowackiego – Wojska Polskiego (w kierunku przeciwnym Kopernika) – Rynkowskiego – Łowicka – Zgierska – Piątkowska – Zakopiańska – Kolejowa – Dąbrowskiego – Zabrzeźniańska – Łódzka – Sikorskiego – Solskiego – HUTA JÓZEFÓW |

#### Trasy od 2 lutego 2015 do końca 2015
| Wariant linii | Trasa |
| ------------- | --- |
| długa         | HUTA JÓZEFÓW – Solskiego – Sikorskiego – Sosnowa – Kopernika – Czackiego – Wojska Polskiego – Rynkowskiego – Łowicka – Zgierska – Piątkowska – Zakopiańska – Kolejowa – Dąbrowskiego – Zabrzeźniańska – Topolowa – Główna – Zielona – Zachodnia – Zakręt – Popiełuszki – Karasicka – Barlickiego – Zabrzeźniańska – Kolejowa – Zakopiańska – Piątkowska – Zgierska – Łowicka – Rynkowskiego – Kopernika – Czackiego – Wojska Polskiego – Sosnowa – Sikorskiego – Solskiego – HUTA JÓZEFÓW |
| krótka        | HUTA JÓZEFÓW – Solskiego – Sikorskiego – Sosnowa – Kopernika – Czackiego – Wojska Polskiego – Rynkowskiego – Łowicka – Zgierska – Piątkowska – Zakopiańska – Kolejowa – Dąbrowskiego – Zabrzeźniańska – Topolowa – Główna – Zielona – Zachodnia – Zakręt – Popiełuszki – Karasicka – Barlickiego – Zabrzeźniańska – Kolejowa – Zakopiańska – Piątkowska – Zgierska – Łowicka – Rynkowskiego – Kopernika – HUTA JÓZEFÓW                                                                    |
| zjazdowa      | HUTA JÓZEFÓW – Solskiego – Sikorskiego – Sosnowa – Kopernika – Czackiego – Wojska Polskiego – Rynkowskiego – Łowicka – RYNEK |

### Komunikacja miejska obecnie
Obecnie realizowanych jest 10 pełnych kursów komunikacji miejskiej dziennie w dwóch wariantach: 8 w krótkim (trasa A) i 2 w długim (trasa B), a także dwa skrócone względem nich kursy zjazdowe. Kursy odbywają się w jednym kierunku. Autobusy kursują w godzinach od 5:00 do około 20:00. Rozkład jest aktualizowany przy każdej zmianie rozkładu jazdy Łódzkiej Kolei Aglomeracyjnej, tak aby umożliwić dojazd autobusem na stację kolejową.

#### Trasy od końca 2015
| Wariant linii | Trasa | Mapa |
| ------------- | --- | ---- |
| krótka (A)    | HUTA JÓZEFÓW – Solskiego – Sikorskiego – Sosnowa – Kopernika – Czackiego – Wojska Polskiego – Rynkowskiego – Łowicka – Bielawska – Kilińskiego – Złota – Zgierska – Piątkowska – Zakopiańska – Kolejowa – Dąbrowskiego – Zabrzeźniańska – Topolowa – Główna – Zielona – Zachodnia – Zakręt – Popiełuszki – Karasicka – Barlickiego – Zabrzeźniańska – Kolejowa – Zakopiańska – Piątkowska – Zgierska – Złota – Kilińskiego – Bielawska – Łowicka – Rynkowskiego – Kopernika – HUTA JÓZEFÓW                                                                    |      |
| długa (B)     | HUTA JÓZEFÓW – Solskiego – Sikorskiego – Sosnowa – Kopernika – Czackiego – Wojska Polskiego – Rynkowskiego – Łowicka – Bielawska – Kilińskiego – Złota – Zgierska – Piątkowska – Zakopiańska – Kolejowa – Dąbrowskiego – Zabrzeźniańska – Topolowa – Główna – Zielona – Zachodnia – Zakręt – Popiełuszki – Karasicka – Barlickiego – Zabrzeźniańska – Kolejowa – Zakopiańska – Piątkowska – Zgierska – Złota – Kilińskiego – Bielawska – Łowicka – Rynkowskiego – Kopernika – Czackiego – Wojska Polskiego – Sosnowa – Sikorskiego – Solskiego – HUTA JÓZEFÓW |      |
| zjazdowa (Z)  | HUTA JÓZEFÓW – Solskiego – Sikorskiego – Sosnowa – Kopernika – Czackiego – Wojska Polskiego – Rynkowskiego – Łowicka – RYNEK |      |

#### Taryfa
Od 2 lutego 2015 komunikacja miejska w Głownie jest bezpłatna.

## Połączenia lokalne i międzymiastowe

### Autobusy
Główny przystanek autobusowy komunikacji lokalnej i międzymiastowej znajduje się na placu Wolności.
Głowno posiada połączenia autobusowe z Łodzią, Łowiczem i Brzezinami. Ponadto w mieście zatrzymują się autobusy pospieszne relacji Łódź-Kamieniec Podolski ukraińskiego przewoźnika.

### Kolej
Od 15 listopada 1902 roku Głowno posiada połączenie kolejowe. Przez miasto przebiega linia kolejowa nr 15 Bednary-Łódź Kaliska – część dawnej Kolei Warszawsko-Kaliskiej.
Od 1 października 2007 do 1 października 2011, ze względu na zły stan techniczny linii i nieopłacalność utrzymywania ruchu pasażerskiego, linią tą odbywały się wyłącznie przewozy towarowe i prowadzono nią doraźne objazdy. Ruch pasażerki został przywrócony po zakończeniu jej remontu na przełomie sierpnia i września 2011. Do 28 stycznia 2013 (po ponownym otwarciu w 2011), a także okresowo w późniejszym czasie, Głowno posiadało bezpośrednie połączenie kolejowe z m.st. Warszawa. Dworzec kolejowy zmodernizowany został przez PKP Polskie Linie Kolejowe w ramach I etapu budowy Łódzkiej Kolei Aglomeracyjnej.
Obecnie Głowno posiada połączenie kolejowe z Łodzią (przez Zgierz) oraz z Łowiczem.